# Большой словарь японского языка
Большой словарь японского языка (яп. 日本国語大辞典, にほんこくごだいじてん, нихон кокуго дайдзитэн) — крупнейший в мире толковый словарь японского языка. Издан в издательстве «Сёгакукан» благодаря сотрудничеству японских языковедов со специалистами других наук. Основной справочный источник для исследователей японского языка.

## Краткие сведения
Первое издание 1972—1976 гг. состояло из 20 томов. Сокращенное издание, появившееся на свет в течение 1979—1981 гг., содержало 10 томов. Второе издание +2000 — 2000—2001 имела 13 томов и отдельный 14 том, изданный в 2002 году. В 2006 году появилась выбранная 3-томная версия словаря в 30 тысяч слов.
Первое издание имело 450 000 статей, посвященных японскому языку и диалектам, словам иноязычного происхождения, историческим, философским и религиозным терминам, названиям растений и животных. Словарь содержал более 50 тысяч имен. Каждая статья имела примеры из японской классической литературы 8 — 20 века, средневековых документов, буддистских словарей и т. д. Общее количество примеров составляло более 750 тысяч. Кроме этого, в каждой статье предоставлялась этимология, ударение, диалектные варианты, и историческое развитие слова.
Второе издание было расширено на 50 тысяч статей (общее число статей составило 500 тысяч), а количество примеров возросло до 1 миллиона цитат. Для каждого источника, из которого приводился пример, указывался год создания. Подавались устаревшие и одинаковые написания слов. В отдельном последнем томе содержался иероглифический, диалектический и цитатный индексы.
С 2006 года «Сёгакукан» выпустил электронный словарь на базе издания 2006 года. Эта же версия словаря доступна в интернете с 2007 года. Месячный доступ к словарю для физических лиц
составляет 1 575 иен, для юридических — 15 750 иен.

## Издания
- 日本国語大辞典 / 日本大辞典刊行会編. — 20巻, 21冊. — 東京：　小学館, 1972 — 1976.
- 日本国語大辞典 / 日本大辞典刊行会編. — 縮刷版. — 10巻, 10冊. — 東京：　小学館, 1979 — 1981.
- 日本国語大辞典 / 日本国語大辞典第二版編集委員会・小学館国語辞典編集部編. — 第二版. — 14巻, 15冊. — 東京：　小学館, 2000 — 2002.
- 日本国語大辞典 / 小学館国語辞典編集部編集精選版. — 第二版. — 3冊. — 東京：　小学館, 2006.